# Схёр
Схёр (нидерл. Scheur) — река в Нидерландах в дельте Рейна и Мааса. Образуется благодаря слиянию рек Ауде-Маас и Ньиве-Маас, течёт на запад мимо острова Розенбюрг и города Масслёйс, и благодаря каналу Ньиве-Ватервег соединяется с Северным морем. Схёр имеет длину около 13 км, и протекает от километровых отметок 1013, где Ауде и Ньиве Маас сходятся к Ньиве Ватервег, до 1026 километра.
Изначально Схёр был рекой, огибающей с севера остров Розенбюрг и текущей на юг, чтобы после Маасслёйса вновь встретиться с Ньиве-Маасом, образуя эстуарий Маасмонд («Устье Мааса») возле Брилле. Когда в 1872 году был завершён Ньиве-Ватервег, Схёр был отделён дамбой и связан с восточным концом канала, образовав новое устье в дельте Рейна и Мааса.